# Robert Livingston (acteur)
Pour les articles homonymes, voir Livingston et Robert Livingston (homonymie).
Robert Edward Randall (Quincy, Illinois, 9 décembre 1904 – Tarzana, Californie, 7 mars 1988), est un acteur américain connu sous le nom de Bob Livingston. Il est apparu dans 135 films entre 1921 et 1975. Il était l'un des Three Mesquiteers. Il a également joué The Lone Ranger et Zorro.

## Biographie
Robert Livingston est né à Quincy, dans l'Illinois et est décédé à Tarzana, en Californie, d'un emphysème.
Souvent présenté sous le nom de "Bob Livingston", il était le « Stony Brooke » original dans la série de films western de série B The Three Mesquiteers, un rôle repris plus tard par John Wayne dans huit films. Il a également tenu le rôle de Zorro dans The Bold Caballero (1936) et le Lone Ranger en 1939 dans le serial The Lone Ranger Rides Again aux côtés du Chief Thundercloud et réalisé par William Witney. Livingston est également apparu comme le personnage principal dans la série The Lone Rider aux côtés de ses compagnons Al "Fuzzy" St. John et Dennis "Smoky" Moore. Le rôle du cavalier avait été précédemment joué par George Houston.

### Vie personnelle
Le 18 décembre 1947, il épouse Margaret M. Roach, fille du réalisateur et producteur Hal Roach. Ils ont un fils, l'acteur et écrivain Addison Randall, né le 13 août 1949. Il a été nommé en l'honneur du jeune frère de Livingston, Addison Randall, décédé à l'âge de 39 ans lors du tournage du film The Royal Mounted Rides Again en 1945. Livingston et Margaret Roach ont divorcé plus tard en 1951.

## Filmographie

### Années 1920
- 1926 : Tom, champion du stade (Brown of Harvard)
- 1926 : Vaincre ou mourir (Old Ironsides) : un marin (non crédité)
- 1927 : Special Delivery (en)
- 1927 : Man, Woman and Sin
- 1927 : A Man About Town : Jim Dandy
- 1927 : Casey at the Bat de Monte Brice

### Années 1930
- 1930 : Sunny Skies de Norman Taurog
- 1930 : Épouses à louer (Borrowed Wives) de Frank R. Strayer
- 1930 : Hot Curves de Norman Taurog
- 1931 : Strangers May Kiss (en) de George Fitzmaurice
- 1931 : Shipmates (en) de Harry A. Pollard
- 1932 : Cabaret de nuit (Night World) de Hobart Henley
- 1934 : Death on the Diamond d'Edward Sedgwick : Frank "Higgie" Higgins
- 1935 : Baby Face Harrington de Raoul Walsh : George
- 1935 : Buried Loot (en) de George B. Seitz
- 1936 : Le Fils du désert (Three Godfathers) de Richard Boleslawski
- 1936 : Absolute Quiet de George B. Seitz
- 1936 : Speed d'Edwin L. Marin : George Saunders
- 1936 : Zorro l'Indomptable (The Vigilantes Are Coming) de Ray Taylor et Mack V. Wright : Don Loring
- 1936 : The Three Mesquiteers (en) de Ray Taylor
- 1936 : The Bold Caballero de Wells Root : Don Diego Vega / Zorro
- 1937 : Riders of the Whistling Skull (en) de Mack V. Wright
- 1937 : Larceny on the Air (en) d'Irving Pichel
- 1937 : Hit the Saddle de Mack V. Wright
- 1937 : Heart of the Rockies (en) de Joseph Kane
- 1938 : Arson Gang Busters (en) de Joseph Kane
- 1938 : Federal Man-Hunt de Nick Grinde : Bill Hasford
- 1938 : Deux Camarades (Orphans of the Street) de John H. Auer
- 1939 : The Kansas Terrors de George Sherman
- 1939 : La Loi des rancheros (Cowboys from Texas) de George Sherman
- 1939 : The Lone Ranger Rides Again de William Witney et John English : Lone Ranger

### Années 1940
- 1940 : Covered Wagon Days de George Sherman
- 1940 : Rocky Mountain Rangers de George Sherman
- 1940 : Les Gangsters du Texas (Under Texas Skies) de George Sherman
- 1940 : À la rescousse (The Trail Blazers) de George Sherman
- 1940 : En mauvaise passe (Lone Star Raiders) de George Sherman
- 1944 : Brazil de Joseph Santley : Rod Walker
- 1944 : Tempête sur Lisbonne (Storm Over Lisbon) de George Sherman
- 1944 : Lake Placid Serenade (en) de Steve Sekely
- 1945 : Don't Fence Me In (en) de John English
- 1945 : La Femme du pionnier (Dakota) de Joseph Kane : Lieutenant
- 1945 : Steppin' in Society d'Alexander Esway : Montana
- 1945 : Bells of Rosarita de Frank McDonald
- 1948 : Daredevils of the Clouds de George Blair
- 1948 : The Feathered Serpent (en) de William Beaudine

### Années 1970
- 1974 : I Spit on Your Corpse (en)
- 1975 : Naughty Stewardesses (en) d'Al Adamson
- 1975 : Blazing Stewardesses (en)

## Référence
- (en) Cet article est partiellement ou en totalité issu de l’article de Wikipédia en anglais intitulé « Robert Livingston (actor) » (voir la liste des auteurs).

1. ↑  (en) Allan R. Ellenberger, Celebrities in Los Angeles Cemeteries : A Directory, McFarland, 2001, 256 p. (ISBN 978-0-7864-5019-0, lire en ligne), p. 59
2. 1 2  « Robert Livingston, 83, An Actor in 100 Films », New York Times (consulté le 27 juin 2017)
3. ↑  (en) William C. Cline, Serials-ly Speaking : Essays on Cliffhangers, McFarland, 2000, 271 p. (ISBN 978-0-7864-0918-1, lire en ligne)
4. ↑  (en) Richard B. Armstrong et Mary Willems Armstrong, Encyclopedia of Film Themes, Settings and Series, McFarland, 2000, 237 p. (ISBN 978-0-7864-4572-1, lire en ligne)
5. ↑  « Robert Livingston, 83; 1930s Cowboy Film Hero », LA Times (consulté le 27 juin 2017)